# Dendrozetes caudatus
Dendrozetes caudatus är en kvalsterart som beskrevs av Aoki 1970. Dendrozetes caudatus ingår i släktet Dendrozetes och familjen Ceratoppiidae. Inga underarter finns listade i Catalogue of Life.